# مارك دي مان
مارك دي مان (27 أبريل 1983 بلوفان في بلجيكا - ) هو لاعب كرة قدم بلجيكي في مركزي الدفاع وقلب الدفاع. شارك مع منتخب بلجيكا تحت 19 سنة لكرة القدم ومنتخب بلجيكا تحت 21 سنة لكرة القدم ومنتخب بلجيكا لكرة القدم. أما مع النوادي، فقد لعب مع آود هيفرلي لوفين وبيرسخوت إيه سي ورودا ياي سي ونادي رويال أندرلخت وهاسيلت وSporting Hasselt ‏ و.

## وصلات خارجية
- مارك دي مان على موقع الاتحاد البلجيكي (الإنجليزية)
- مارك دي مان على موقع قاعدة بيانات كرة القدم.إي يو (الإنجليزية)
- مارك دي مان على موقع ناشيونال فوتبول تيمز (الإنجليزية)
- مارك دي مان على موقع عالم كرة القدم.نت (الإنجليزية)